# Shotover River
Shotover River je 60 km dlouhá řeka v novozélandském regionu Otago na Jižním ostrově. Řeka je rychle tekoucí s četnými peřejemi. Řeka byla pojmenována po prvním Evropanovi, Williamu Gilbertovi Reesovi, který se usadil na břehu jezera Wakatipu v roce 1860. Pojmenoval jí podle svého obchodního partnera, George Gamie a jeho pozemků zvaných Shotover Park. Řeka teče na jih z Jižních Alp a vlévá se do řeky Kawarau východně od Queenstownu. V Arthur's Pointu překračuje řeku most Edith Cavell bridge. V roce 1862 zde bylo objeveno zlato, které je zde rýžováno i v dnešní době. Řeka je využívána komerčně pro rafting a jízdu tryskových lodí.